# David and Bathsheba
David and Bathsheba (bra: David e Betsabá; prt: David and Bathsheba) é um filme estadunidense de 1951, do gênero drama romântico-histórico, realizado por Henry King.

## Resumo
Há três mil anos Davi de Belém (Gregory Peck) reinava sobre as tribos de Israel, e os judeus estavam em guerra contra os amonitas, os seus tradicionais inimigos.
O exército do rei Davi, sob o comando de Joabe (Dennis Hoey), acampou perto da cidade de Rabá, onde o inimigo se concentrava. Lá Davi conheceu Urias (Kieron Moore), um destemido soldado que considerava lutar e até mesmo morrer pelo seu rei, a coisa mais importante do mundo. Davi volta do campo de batalha, apesar dos combates ainda persistirem. Da janela do seu palácio ele vê uma bela mulher, que fica a saber que é Betsabá (Susan Hayward), a mulher de Urias.
Ele ordena que ela vá cear com ele e Davi fica a saber que, em 7 meses de casado, Urias passou apenas 6 dias com Betsabá. Davi fica fortemente atraído por ela e é correspondido. Os dois tornam-se amantes, mas esta é uma situação delicada, pois ela é adúltera e pelas leis hebraicas a mulher infiel deve morrer apedrejada.

## Elenco
- Gregory Peck...Davi
- Susan Hayward...Betsabá
- Raymond Massey...Natã
- Kieron Moore...Urias
- James Robertson Justice...Abisai
- Jayne Meadows...Mical
- John Sutton...Ira
- Dennis Hoey...Joabe

## Prémios e nomeações
Óscar 1952
- Nomeações
  - Melhor Direcção de Arte – Colorida[4]
  - Melhor Fotografia[4]
  - Melhor Guarda-Roupa[4]
  - Melhor Banda Sonora - comédia ou drama[4]
  - Melhor Argumento[4]